# Осотов Угол
Осотов Угол — исчезнувшая деревня в Починковском районе Смоленской области России. Другое название Осотовка. 
Располагалась между существующими сейчас деревнями Базылевка, Киселёвка, Зимницы и Липки. Примерно в полукилометре от левого берега реки Хмара и в нескольких сотнях метров северо-западней современной автодороги Хицовка-Хиславичи. Это место сейчас входит в состав Даньковского сельского поселения. В 12 км к северо-востоку расположен город Починок.
Название происходит от слова осот - название травы-сорняка. См. Осот.

## История
В начале 1920-х это была довольно большая деревня с 30 дворами .
По данным Справочника административно-территориального деления Смоленской области от 1981 года  деревня ещё существовала в 1978 году под названием Осотовка. С указанием времени начала систематического учёта деревни в 1930-е годы.
На топографической карте СССР изданной в 1983 году по данным на 1979 год деревня уже подписана шрифтом принятым для обозначения отдельных дворов (лист n-36-53).
А на топографической карте ФГУП "Госгисцентр" от 2010 года деревня отсутствует, место обозначено, как Урочище Осотов Угол.
По-видимому деревня возникла в начале 20 века и исчезла в 1980-1990-х годах.